# Groove (Zeitschrift)

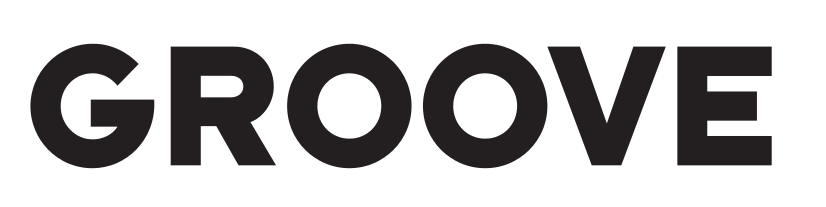
Logo der Groove

Groove ist eine von 1989 bis 2018 als Printausgabe und seitdem digital erscheinende Szene-Zeitschrift für den Bereich der elektronischen Musik, Partys und Techno-Lebensstil. Neben de:Bug und Raveline galt Groove als eines der wichtigsten deutschen Magazine für elektronische Musik. Sie wurde mit einer Auflage von bis zu 100.000 Stück im deutschsprachigen Raum und teilweise in den Niederlanden vertrieben. Neben Interviews und Berichten über nationale und internationale DJs, Technikberichten und den zahlreichen DJ-Charts gibt es Überblicke über Partys und eine Rubrik mit Plattenrezensionen. In jeder Ausgabe fand sich später ein Comic mit der Figur „Hotze“, der von den Künstlern Bringmann & Kopetzki gezeichnet wurde.

## Geschichte
Die Groove wurde im Jahr 1989 von Thomas Koch (DJ T.) in Frankfurt am Main als regionales Szene-Magazin für das Rhein-Main-Gebiet gegründet. Zentraler Bestandteil der Zeitschrift waren zunächst die Charts von DJs und Plattenläden und Veranstaltungshinweise. Sie finanzierte sich zunächst durch Werbeanzeigen und wurde kostenlos in Szeneeinrichtungen verteilt. Werbeinserate kamen unter anderem von regionalen szenenahen Einrichtungen, wie Schallplatten- und Streetwearläden oder Frisörsalons. Zunächst war die Zeitschrift noch auf elektronische Musik im weiteren Sinne ausgerichtet und berichtete unter anderem auch über Black Music, Hip-Hop, Soul und Rhythm and Blues. Anfang der 1990er Jahre wurde der Fokus auf Techno und House ausgerichtet.
1999 wurde Heiko Hoffmann Chefredakteur, der zuvor als freier Journalist gearbeitet hatte. Die Redaktion zog dann nach Berlin. Im Jahr 2000 erzielte die Zeitschrift mit etwa 500.000 D-Mark pro Ausgabe ihre höchsten Einnahmen durch Werbeanzeigen und umfasste rund 200 Seiten. Einige Monate später begannen die Umsätze kontinuierlich bis auf 30 bis 40 Prozent innerhalb eines halben Jahres zu sinken.
Thomas Koch leitete die Zeitschrift als Herausgeber bis zum Dezember 2004. Im Dezember des Jahres gab er den Verkauf des Magazins an die Piranha Media GmbH bekannt, die das Magazin seitdem veröffentlichte. Die Groove erschien zweimonatlich. Neben der frei verteilten Auflage war die Zeitschrift seit 2005 auch am Kiosk in einer veredelten Version mit einigen zusätzlichen Seiten und beiliegender Audio-CD erhältlich. Zusätzlich zu den etwa 35.000 frei erhältlichen Exemplaren wurden 25.000 Exemplare der kostenpflichtigen Variante verlegt.
2018 wurde die Printausgabe der Zeitschrift nach 175 Ausgaben wegen Finanzierungsschwierigkeiten eingestellt, seitdem operiert die Zeitschrift über ein Abomodell ausschließlich als Onlinemagazin.
Im März 2022 kehrte die Groove mit einer Sonderausgabe (#176) als gedrucktes Magazin zurück, im März 2023 folgte eine weitere gedruckte Sonderausgabe (#177).